# Paolo Boetti
Paolo Boetti (Finale Emilia, 25 gennaio 1901 – Ravenna, 22 dicembre 1965) è stato un militare italiano della Guardia di Finanza.
Per la sua attività nel salvare gli ebrei e i perseguitati dal nazifascismo venne arrestato e internato nel campo di concentramento di Mauthausen. Nel 2016 è stato insignito postumo della Medaglia d'oro al merito civile alla memoria.
Paolo Boetti, Giuseppina Panzica e Gavino Tolis sono conosciuti come "i tre angeli di Ponte Chiasso".

## Biografia
Nato in una famiglia poverissima, fu il nono di dieci figli (di cui tre morti nella fanciullezza). Nel 1904 la madre Ermenegilda Vincenzi morì di polmonite a 37 anni, lasciando alle due figlie più grandi la cura dei fratelli.
Conseguita la licenza elementare con buoni risultati, non riuscì a proseguire negli studi a causa della povertà, iniziando a lavorare nella bottega di barbiere, in cui apprese la professione. Dopo circa due anni trascorsi a Tirano (Sondrio), tornò nella sua città natale nell'estate 1920 e decise poi di seguire il fratello Mario, arruolandosi a Parma nella Regia Guardia di Finanza, assegnato al Contingente di Terra con ferma di tre anni.
Dopo il corso di formazione semestrale presso il Battaglione Allievi di Verona, fu promosso al grado di "guardia terra" il 1º aprile 1921, rimanendo nella città scaligera per un altro anno. Il 1º settembre 1922 Boetti fu trasferito alla Legione territoriale di Firenze, poi a vari reparti in Emilia-Romagna. Nel 1925 fu ammesso alla Scuola Sottufficiali della Guardia di Finanza, presso la Reggia di Caserta, ottenendo dopo 9 mesi la promozione a sottobrigadiere, venendo destinato alla Legione territoriale di Genova, poi alla Brigata di Sarmato (Piacenza) e alla Legione di Venezia.
Divenuto Brigadiere il 18 agosto 1929, fu assegnato alla Brigata di Guidizzolo, in provincia di Mantova. Il 28 marzo 1931 sposò a Finale Emilia la fidanzata Maria Giuseppina Battaglioli, che però morì di nefrite il 29 giugno del 1931 mentre era incinta. Rimasto solo, venne raggiunto dal fratello Ermenegildo, che morì di polmonite sempre nel 1931.
Dopo 12 anni di servizio, Il 1º settembre 1932, Boetti fu assegnato alla Legione territoriale di Trieste, dove prestò servizio nelle brigate "Dogana 1ª", "litoranea" Belvedere e "stanziale" di Trieste Ferrovia.
Nel gennaio 1937 sposò Teresa Giovagnoli, da cui nacquero le due figlie Maria Grazia e Annamaria.
Dopo lo scoppio della Seconda guerra mondiale, il 1º marzo 1940 Boetti fu trasferito alla Legione territoriale di Milano e assegnato alla Brigata "volante" di Torriggia, dipendente della Compagnia Regia Guardia di Finanza di Cernobbio, sul lago di Como. Maresciallo Capo dal 15 dicembre 1941, anche dopo l'armistizio di Cassabile dell'8 settembre 1943 rimase Comandante interinale della Tenenza di Torriggia, che vigilava la frontiera del Bugone di Moltrasio, nei pressi del Monte Bisbino, e le frontiera Murelli e Binate. Fin da subito, le Fiamme Gialle di Torriggia aiutarono il passaggio in Svizzera, per sentieri di montagna, di ex prigionieri di guerra (soprattutto inglesi e boeri) fuggiti dai campi di concentramento italiani, di gruppi di ebrei e disertori del Regio Esercito. Quando i tedeschi occuparono il comasco e i valichi frontalieri, il maresciallo Boetti aderì alla Resistenza italiana, entrando a far parte delle Brigate Fiamme Verdi del Corpo Volontari della Libertà dell'Alta Brianza, per sostenere il Soccorso Ebraico. Essendosi sparsa voce dell'organizzazione clandestina dei finanzieri, Boetti fu trasferito da Alfredo Malgeri alla Brigata di Chiasso Internazionale 2, operante in Svizzera dal 27 gennaio del 1944. Tuttavia, Boetti continuò a collaborare con il Comitato di Liberazione Nazionale facendo la staffetta e aiutando gli ebrei a espatriare in Svizzera.
Nella primavera 1944 Boetti fu denunciato da un delatore e messo sotto sorveglianza dal Comando Superiore Germanico della Polizia di Sicurezza: il 10 maggio 1944, in servizio alla dogana di Chiasso Internazionale, fu perquisito dai tedeschi, che gli sequestrarono 325.000 lire che Paolo Boetti avrebbe dovuto consegnare all'ebreo Vittorio Levi in Svizzera. Dopo l'arresto nella caserma delle SS di Cernobbio e nel carcere San Donnino di Como, il 26 maggio fu tradotto al carcere di San Vittore a Milano, per poi essere internato insieme a Giuseppina Panzica e Gavino Tolis il 9 giugno 1944 al campo di concentramento di Fossoli, da cui il 21 giugno 1944 fu deportato al campo di concentramento di Mauthausen, dove arrivò il 24 giugno, rimanendo ai lavori forzati fino alla liberazione alleata del 4 maggio 1945.

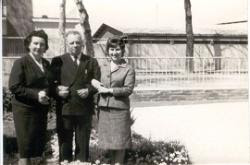
Paolo Boetti con la moglie Teresa e la figlia Annamaria

Superato il valico del Brennero, il maresciallo Boetti arrivò al Centro di smistamento di Bolzano il 26 giugno 1945, da cui fu rimandato alla sua casa di Torriggia, dove riabbracciò la famiglia che non aveva più notizie di lui da oltre un anno.
L'11 luglio il maresciallo Boetti riprese subito servizio temporaneo presso il Circolo di Como, ma la Legione di Milano gli concesse una lunga licenza. L'8 settembre 1945 fu assegnato alla 4ª Brigata stanziale di Milano, ritornando poi a comandare la Brigata volante di Torriggia. Il 16 ottobre 1946 fu promosso Maresciallo Maggiore, compiendo poi importanti operazioni per il contrasto della borsa nera e del contrabbando.
All'inizio del 1948 vi fu il trasferimento definitivo a Ravenna, dove rimase anche dopo il pensionamento dal 25 gennaio del 1956.
Dopo un primo infarto nell'estate 1959, morì per attacco cardiaco il 22 dicembre 1965. Venne sepolto nel cimitero monumentale di Ravenna, dove riposa accanto alla moglie Teresa, scomparsa il 29 gennaio 2001.

## Ricordo

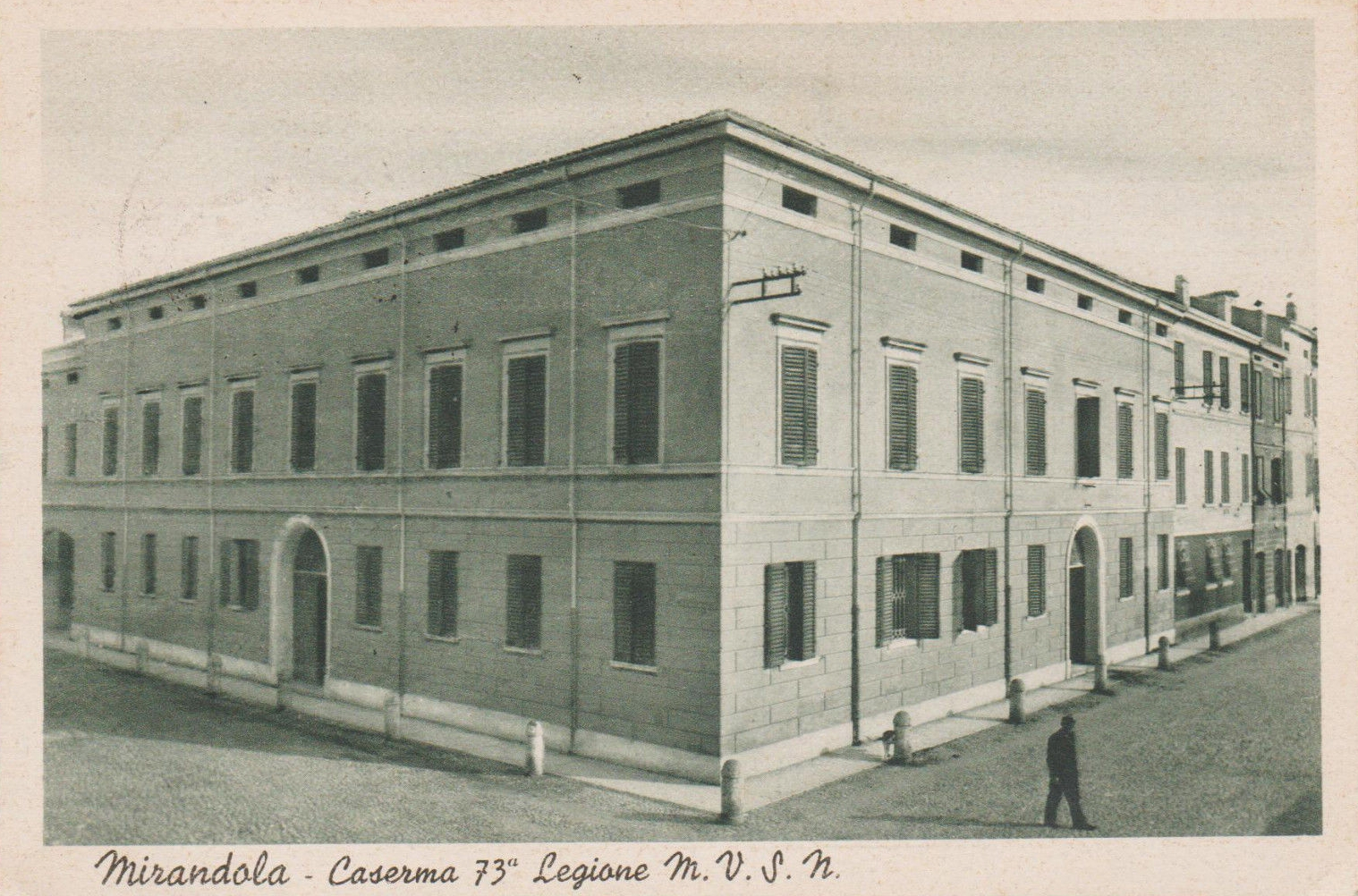
Palazzo Molinari, sede della Tenenza di Mirandola intitolata alla memoria di Paolo Boetti

La storia dimenticata di Paolo Boetti venne scoperta casualmente dal tenente colonnello Gerardo Severino, direttore del Museo storico della Guardia di Finanza, le cui ricerche documentali (poi pubblicate in un libro) consentirono al Presidente della Repubblica Sergio Mattarella di conferire al maresciallo Paolo Boetti la Medaglia d'Oro al Merito Civile con decreto del 15 giugno 2016. L'onorificenza venne consegnata alle figlie Annamaria e Maria Grazia Boetti il 27 gennaio 2017, in occasione della cerimonia per il Giorno della memoria presso il salone d'onore della caserma "Piave" a Roma.
Il 15 novembre 2021 la nuova sede della Tenenza di Mirandola, ora ospitata presso il palazzo Molinari ristrutturato dopo il terremoto dell'Emilia del 2012, è stata intitolata alla memoria di Paolo Boetti, con una cerimonia ufficiale alla presenza del Comandante Generale della Guardia di Finanza, Generale di Corpo d'Armata Giuseppe Zafarana e delle figlie del maresciallo.